# Snapshot (paměťové médium)

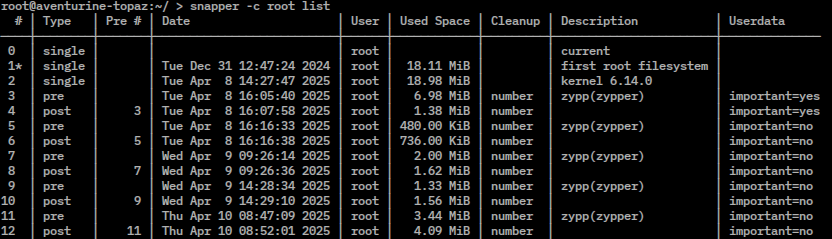

Snapshot (snímek) je v informatice označení pro stav systému v určitém časovém okamžiku. Termín byl vytvořen jako analogie k momentce ve fotografování (anglicky snapshot). Slovo snímek může odkazovat buď na vlastní kopii zachycující stav systému v čase nebo na schopnost systému tyto snímky vytvářet.

## Využití
Zálohování velkého množství dat může být časově náročné. Ve víceúlohovém nebo víceuživatelském systému může dojít během zálohování ke změně zálohovaných dat, což narušuje atomicitu zálohy a kvůli tomu může dojít ke zkreslení, které může vyústit v poškození (nepoužitelnosti) dat v záloze. Například pokud uživatel přesune soubor do adresáře, který byl již zálohován, může se stát, že soubor bude chybět na zálohovacím médiu, protože zálohovací proces již v daném adresáři před přidáním souboru proběhl. Zkreslení zálohovaných dat může nastat i u souborů. které během zálohování mění svou velikost nebo obsah, zatímco jsou zálohovacím programem čteny.
Jeden ze způsobů bezpečného zálohování aktuálních dat je dočasný zákaz jakýchkoliv úprav po dobu potřebnou pro jejich zálohu. Tohoto zákazu lze docílit buďto omezením přístupu v aplikacích, nebo pomocí uzamknutí API, které poskytuje operační systém pro prosazení exkluzivního přístupu pro čtení. Toto řešení je přijatelné na málo vytěžovaných systémech (stolní počítače a malé pracovní skupiny serverů, na kterých jsou akceptovatelné pravidelné odstávky). Nicméně u vysoce vytěžovaných 24/7 systémů jsou servisní odstávky nepřijatelné.
Aby nedocházelo k odstávkám, mohou vysoce vytěžované systémy místo vykonávání běžné zálohy využít snapshot—vytvoření kopie dat určené pouze ke čtení zaznamenána v určitém čase—zajišťující aplikacím neomezený přístup k datům.

## Podpora
- Microsoft Windows – souborový systém NTFS
  - Windows XP, Windows Server 2003 – Volume Shadow-copying Service (VSS)
  - Windows Vista – Shadow Copy
- Linux
  - Btrfs
  - OCFS2
  - Logical Volume Manager (LVM) – poskytuje snímky jakémukoliv souborovému systému, který je nad LVM vytvořen
- ostatní
  - Sun Microsystems – ZFS (Solaris, Linux, ...)
  - Apple – Time Machine pro OS X